# 呂鮪
呂 鮪（りょ い、生没年不詳）は、中国の新代から後漢時代初期にかけての武将。雍州扶風陳倉県の人。
| 姓名           | 呂鮪                |
| 時代           | 新代 - 後漢時代     |
| 生没年         | 〔不詳〕            |
| 字・別号       | 〔不詳〕            |
| 本貫・出身地等 | 雍州扶風陳倉県      |
| 職官           | 〔不詳〕            |
| 爵位・号等     | -                   |
| 陣営・所属等   | 〔独立勢力〕→公孫述 |
| 家族・一族     | 〔不詳〕            |

## 事跡
三輔に割拠していた新末後漢初の群雄の一人。関中の豪傑として名が知られていた。
更始帝・赤眉軍が敗北した後、呂鮪は地元の陳倉（右扶風）に割拠し、関中の他の群雄と抗争する。しかし、呂鮪を含めた関中の群雄は、次第にその多くが蜀（成家）の公孫述の陣営に加わった。公孫述は呂鮪らを将軍に任命すると、要塞を建造させ、軍を布陣させ、戦闘・射撃を練習させた。また、漢中に糧食を蓄積させ、南鄭（漢中郡）には宮殿を築造させている。
建武3年（27年）、公孫述の部将の李育・程烏が数万の軍勢を率いて陳倉に到着し、呂鮪はこれらと共に三輔を攻撃した。しかし隴西の隗囂の援軍を得た漢の征西大将軍馮異の追討を受け、呂鮪らは陳倉で敗北し、漢中へ撤退した。この時、呂鮪・張邯・蔣震以外の関中の群雄は、残らず馮異に平定されている。建武4年（28年）、呂鮪は公孫述の部将の程烏の援軍を受け、再度陳倉へ出撃したが、馮異と趙匡に迎撃され敗退した。
その後時期は不明だが、呂鮪は入蜀し、建武11年（35年）秋に、同僚の延岑・王元・公孫恢と共に広漢（広漢郡）・資中（犍為郡）で漢軍の岑彭を迎撃した。しかし岑彭は奇襲作戦で呂鮪らの後背地である武陽（犍為郡）を奪取し、延岑・呂鮪らも、正面を受け持っていた岑彭の副将の臧宮に沈水で大敗した。
これ以降、呂鮪の名は史書に見えない。